# Élections des gouverneurs américains de 2009
Les élections des gouverneurs américains de 2009 ont eu lieu le 3 novembre 2009 dans deux États américains et dans le territoire des Îles Mariannes du Nord. Lors de ce scrutin, les républicains ont pris le contrôle de deux États dirigés par les démocrates (la Virginie et le New Jersey).

## Détail
Même si ce scrutin ne concerne pas le renouvellement des membres du Congrès américain, il est perçu comme un sérieux revers pour le président Barack Obama et sa majorité démocrate. Ce scrutin est également inquiétant pour les démocrates dans la perspective des élections de mi-mandat de novembre 2010, où un tiers du Sénat et la totalité de la Chambre des représentants seront renouvelés.

### Virginie
En Virginie la constitution limite le gouverneur à un mandat, le démocrate Tim Kaine ne pouvait donc pas se représenter. Les électeurs ont finalement plébiscité le procureur général républicain Bob McDonnell avec près de 58 % des suffrages, son concurrent démocrate, le sénateur Creigh Deeds réunissant quant à lui que 42 %.

### New Jersey
Dans le New Jersey, le républicain Chris Christie a remporté l'élection face au gouverneur sortant, le milliardaire démocrate Jon Corzine, ancien patron de la Goldman Sachs. Le candidat indépendant, Chris Daggett, n'a obtenu que 5 % des suffrages, et Chris Christie l'a emporté avec 49 % des voix contre 45 % à Jon Corzine.

### Îles Mariannes du Nord
Dans les Îles Mariannes du Nord, le gouverneur sortant Benigno Fitial du Covenant Party, est réélu d'une courte tête avec 51,4 % des suffrages contre 48,6 % à son adversaire républicain Heinz Hofschneider.